# Biskopslöneregleringsfonden
Biskopslöneregleringsfonden var en fond som bildades i samband med reglering och utjämning av biskopslönerna i Sverige 1860 för att bestrida dessas löner.
Fonden förvaltades från efter kungligt brev av 20 september 1876 av Statskontoret. Enligt kungligt brev av 27 november 1936 överfördes den till Kyrkofonden.